# Lliga filipina de futbol
La Lliga filipina de futbol és la màxima competició futbolística de les Filipines. És organitzada per la Federació Filipina de Futbol.

## Història
La principal competició futbolística del país històricament ha estat el Campionat de les Filipines de futbol, creat el 1911. Aquest campionat es disputà, amb diverses intermitències, fins a l'any 2015. Entre 1930 i 1966 no es disputà (o no es coneix el resultat) i la competició més important fou la Lliga de Futbol de Manila.
El 2 d'agost de 2008 s'anuncià la creació de la Filipino Premier League i s'inicià el 21 de setembre de 2008. La competició es disputà en diverses fases. S'havien de disputar tres campionats a Luzon, Visayas i Mindanao i una fase final, però finalment només es disputà a l'àrea metropolitana de Manila. Després de la primera accidentada temporada el campionat deixà de disputar-se.
Els clubs participants de la Filipino Premier League a Luzon foren:
- Arirang FC
- Philippine Army FC[1]
- Ateneo FC[2]
- Diliman FC[3]
- Giligans FC[4]
- Mendiola United FC[5]
- Pasargad FC[6]
- Union FC[7]

L'any 2009 es començà a disputar un nou campionat anomenat LBC United Football League. Aquesta competició fou substituïda per la Philippines Football League l'any 2017.

## Historial
Font: (entre parèntesis el nombre de títols acumulats)
Campionat de les Filipines de futbol / Lliga de Futbol de Manila
- 1911:  All Manila (1)
- 1912:  Bohemian SC (1)
- 1913:  Bohemian SC (2)
- 1914:  Nomads SC (1)
- 1915:  Bohemian SC (3)
- 1916:  Bohemian SC (4)
- 1917:  Bohemian SC (5)
- 1918:  Bohemian SC (6)
- 1919: No es disputà
- 1920:  Bohemian SC (7)
- 1921:  Bohemian SC (8)
- 1922:  Bohemian SC (9)
- 1923:  Ferencvárosi TC (1)
- 1924:  Cantabria FC (1)
- 1925:  International FC (1)
- 1926:  Ateneo FC (1)
- 1927:  Bohemian SC (10)
- 1928:  San Beda College (1)
- 1929:  Peña Iberica (1)
- 1930:  San Beda AC (2)
- 1931:  San Beda AC (3)
- 1932:  San Beda AC (4)
- 1933:  San Beda AC (5)
- 1934:  U. Santo Tomás (1)
- 1935:  Malayan Command (1) [a]
- 1930:  De la Salle FC (1)[b]
- 1931-35: No es disputà
- 1936:  De la Salle FC (2)[b]
- 1937:  De la Salle FC (3)[b]
- 1938:  De la Salle FC (4)[b]
- 1939:  YCO Athletic Club (1)[b]
- 1940:  YCO Athletic Club (2)[b]
- 1941:  YCO Athletic Club (3)[b]
- 1942-46: No es disputà
- 1947:  Turba Salvaje (1)[b]
- 1948:  Turba Salvaje (2)[b]
- 1949:  Turba Salvaje (3)[b]
- 1950: No es disputà
- 1951:  San Miguel Brewery (1)[c][b]
- 1952:  Turba Salvaje (4)[b]
- 1953:  IL-FGU (1)[d][b]
- 1954:  YCO Athletic Club (4)[b]
- 1955:  Manila Lions FC (1)[b]
- 1956:  Manila Lions FC (2)[b]
- 1957:  Manila Lions FC (3)[b]
- 1958:  Manila Lions FC (4)[b]
- 1959:  Manila Lions FC (5)[b]
- 1960:  Manila Lions FC (6)[b]
- 1961:  Manila Lions FC (7)[b]
- 1962-65: Desconegut
- 1966:  Navy FC (1)[b]
- 1967:  Electron (1)[b]
- 1967:  Manila Lions FC (8)
- 1968:  Meralco RK (1)[e][10]
- 1969-70: Desconegut
- 1971:  Dragons (1)
- 1972:  Meralco RK (2)[e][11]
- 1973-77: Desconegut
- 1978–79:  San Miguel Corp. (2)[10]
- 1979:  Barotac Nuevo FC (1)[12]
- 1979-80:  San Miguel Corp. (3)
- 1980-81:  CDCP (1)
- 1981-82:  Navy FC (2)
- 1982-83:  Air Force FC (1)
- 1983-84:  San Miguel Corp. (4)
- 1985:  Air Force FC (2)
- 1986: No es disputà
- 1987:  Dumaguete FC (1)
- 1988:  M Lhuillier Jewellers (1)
- 1989:  Air Force FC (3)
- 1990:  Bacolod FC (1)
- 1991:  Navy FC (3)
- 1992:  Philippine Army FC (1)
- 1993:  Davao City FC (1)
- 1994:  Pasay City FC (1)
- 1995:  Makati FC (1)
- 1996: No es disputà
- 1997:  Air Force Hawks (4)
- 1998:  NCR South (1)[f]
- 1999:  NCR-B (2) [g]
- 2000:  NCR South (3) [f]
- 2001:  Philippine Army FC (2)
- 2002:  Negros Occ. FA (º)[h]
- 2003:  Kaya FC (1)
- 2004:  NCR FA (4)[i]
- 2005:  NCR FA (5)[i]
- 2006:  Negros Occ. FA (2)[h]
- 2007:  NCR FA (6)[i]
- 2008: No finalitzà
- 2009-10: No es disputà
- 2011:  Global Teknika FC (1)
- 2012-13:  Ceres FC (1)
- 2013:  Ceres-La Salle FC (2)
- 2014-15:  Loyola MS (1)

Filipino Premier League
- 2008:  Philippine Army FC (3)

United Football League
- 2009-10:  Philippine Air Force (5)
- 2010-11:  Philippine Air Force (6)
- 2011-12:  Global FC (2)
- 2012-13:  Stallion FC (1)
- 2013-14:  Global FC (3)
- 2014-15:  Ceres FC (3)
- 2016:  Global FC (4)

Philippines Football League
- 2017:  Ceres Negros (4)
- 2018:  Ceres Negros (5)
- 2019:  Ceres Negros (6)
- 2020:  United City (7)
- 2021: No es disputà pel COVID-19
- 2022-23:  Kaya–Iloilo (1)